# Římskokatolická farnost Kojetín
Římskokatolická farnost Kojetín je územním společenstvím římských katolíků v rámci přerovského děkanátu olomoucké arcidiecéze s farním kostelem Nanebevzetí Panny Marie.

## Historie
Původní kostel v Kojetíně byl postaven zřejmě již v 11. století, na dnešním místě vznikl kostel v závěru století třináctého. Tento kostel byl silně poškozen roku 1643 při vpádu švédských vojsk. Poněvadž se obnova kostela protahovala, požádal patron kostela, tovačovský pán hrabě Ferdinand Julius ze Salm-Neubergu, v lednu 1687 olomouckého biskupa Karla II. z Liechtensteinu o povolení ke stavbě nového kostela. Stavba byla dokončena roku 1692.

## Duchovní správci
K březnu 2018 je farářem R. D. Mgr. Pavel Ryšavý.

## Bohoslužby
| Kostel                  | Místo     | Bohoslužba (den)                    | Hodina                                           | Poznámka                  |
| ----------------------- | --------- | ----------------------------------- | ------------------------------------------------ | ------------------------- |
| Nanebevzetí Panny Marie | Kojetín   | neděle pondělí čtvrtek pátek sobota | 9.00 7.00 18.00 18.00 (kromě 1. soboty v měsíci) | Farní kostel              |
| svatého Bartoloměje     | Polkovice | 3. sobota v měsíci                  | 16.45                                            | Filiální kostel           |
| Škola                   | Uhřičice  | 1. a 3. úterý v měsíci              | 17.00 v zimě, 18.00 v létě                       | jiný bohoslužebný prostor |

## Aktivity farnosti
Ve farnosti se pravidelně koná tříkrálová sbírka. V roce 2017 se při ní v Kojetíně vybralo 46 219 korun.
V sobotu 13. února 2017 se ve farním kostele slavil Světový den nemocných, při mši svaté zde arcibiskup Jan Graubner udělil svátost nemocných více než padesáti věřícím. Farnost si tak připomenula 250 let od přenesení mariánské sošky do kostela.
V červnu 2018 ve farnosti uděloval svátost biřmování biskup Josef Nuzík. 